# Euplagia quadripunctaria
Euplagia quadripunctaria és una espècie de lepidòpter ditrisi de la família dels erèbids (Erebidae), subfamília Arctiinae.L'envergadura de l'adult és de 52-65 mil·límetres. Els adults volen de juliol a setembre, depenent del lloc. Acostumen a volar a prop d'Eupatorium cannabinum, on són difícils de detectar a causa del seu camuflatge.
Les larves (erugues) són polífagues i s'alimenten, de setembre a maig, d'ortiga (Urtica sp.), gerdera (Rubus sp.), xicoia (Taraxacum sp.), ortiga morta (Lamium sp.), heura de terra (Glechoma sp.), herba cana (Senecio sp.), plantatge (Plantago sp.), borratja (Borago sp.), enciam (Lactuca sp.) i canabassa (Eupatorium sp.).
Passa l'hivern com a larva de primers estadis.
Grans grups d'adults de la subespècie Euplagia quadripunctaria rhodosensis es poden trobar en alguna ocasió en estivació (període de descans per resistir la calor de l'estiu) a Petaloudes, a l'illa de Rodes, en un lloc conegut com la vall de les papallones''.

## Distribució
Euplagia quadripunctaria està àmpliament distribuïda a Europa des d'Estònia i Letònia, al nord, fins a la costa mediterrània i les illes del sud. També es troba a l'oest de Rússia, al sud dels Urals, a l'Àsia Menor, a Rodes i illes properes, al Pròxim Orient, al Caucas, al sud del Turkmenistan i a l'Iran (Dubatolov, 2010). Alguns individus migren cap al nord des dels seus llocs de cria habituals durant l'estiu.

## Subespècies
- Euplagia quadripunctaria quadripunctaria (Europa, Caucas, Transcaucas, nord d'Anatòlia, nord de l'Iran, sud del Turkmenistan)
- Euplagia quadripunctaria fulgida (sud de Turquia, Síria, el Líban)
- Euplagia quadripunctaria rhodosensis (Turquia occidental i illes properes a Grècia)

## Galeria

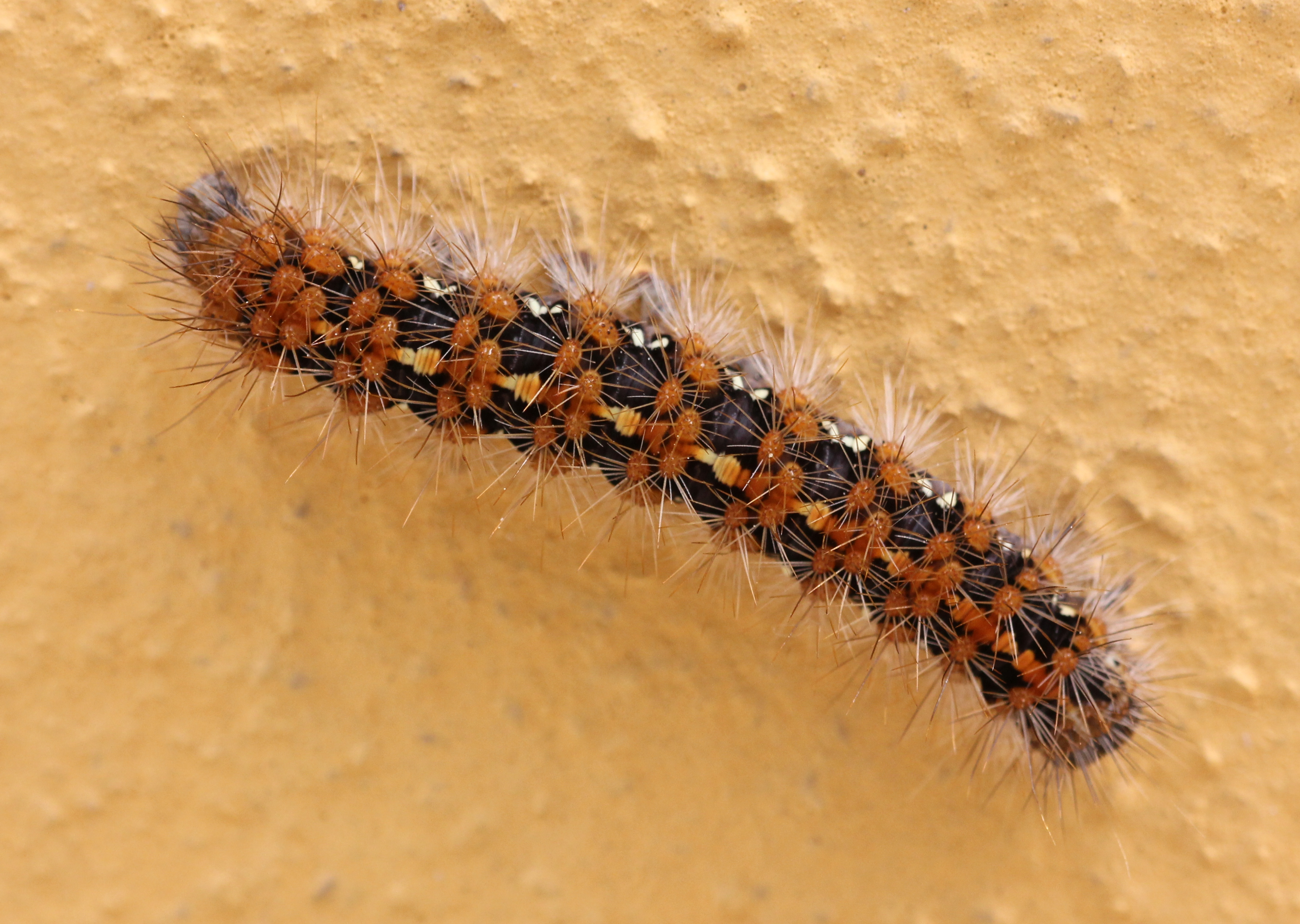
Euplagia quadripunctaria larva
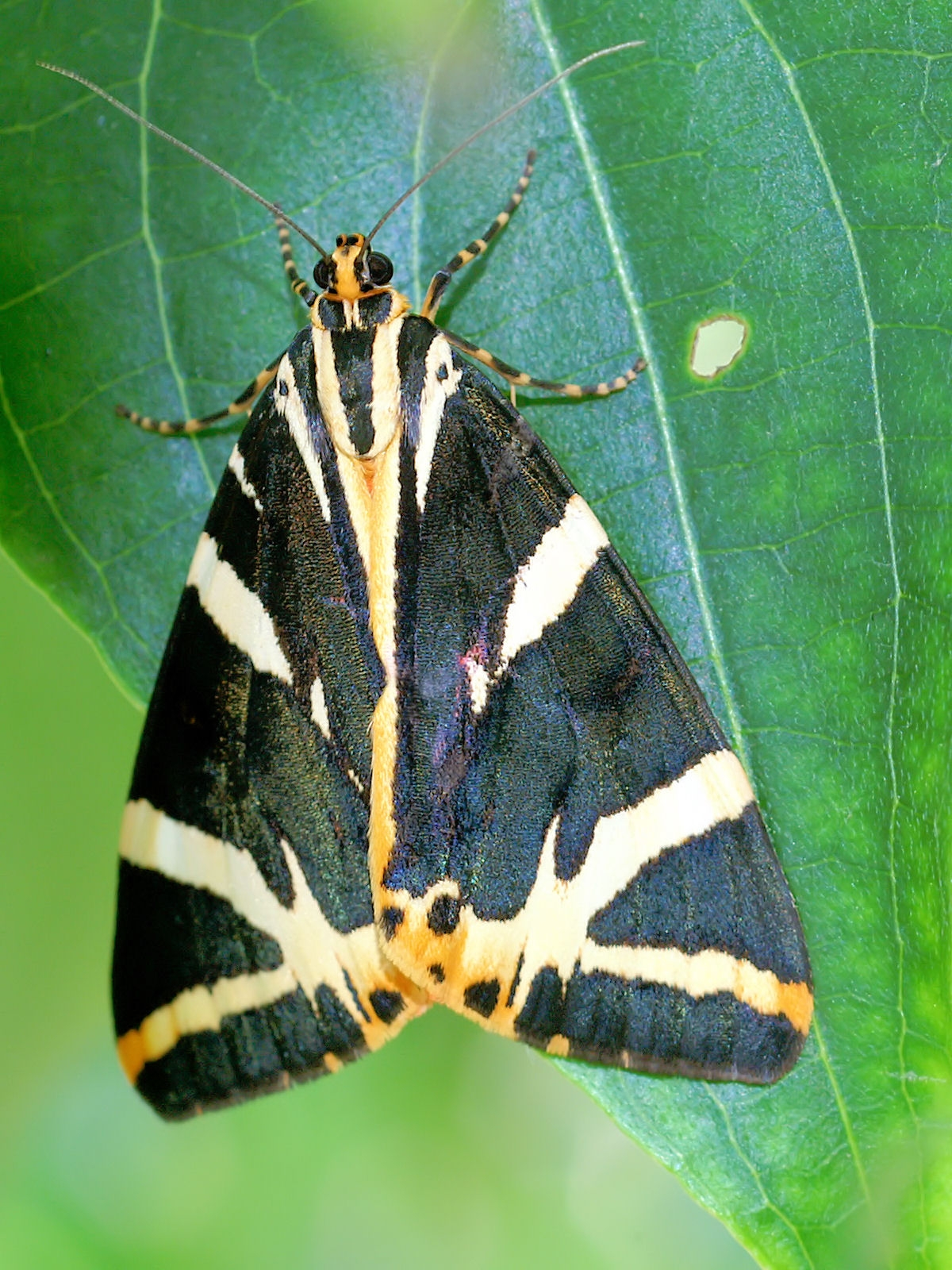
Euplagia quadripunctaria
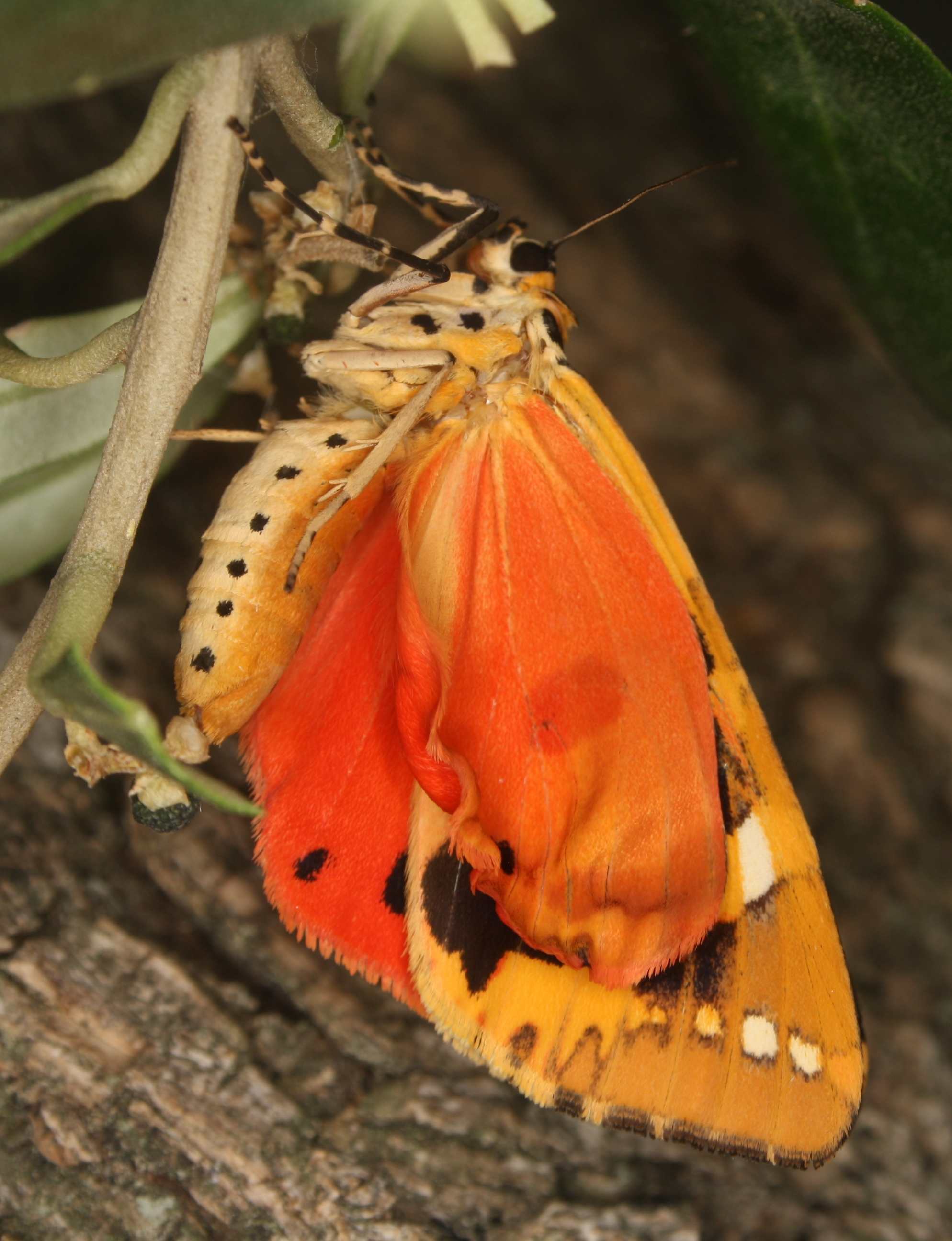
Euplagia quadripunctaria
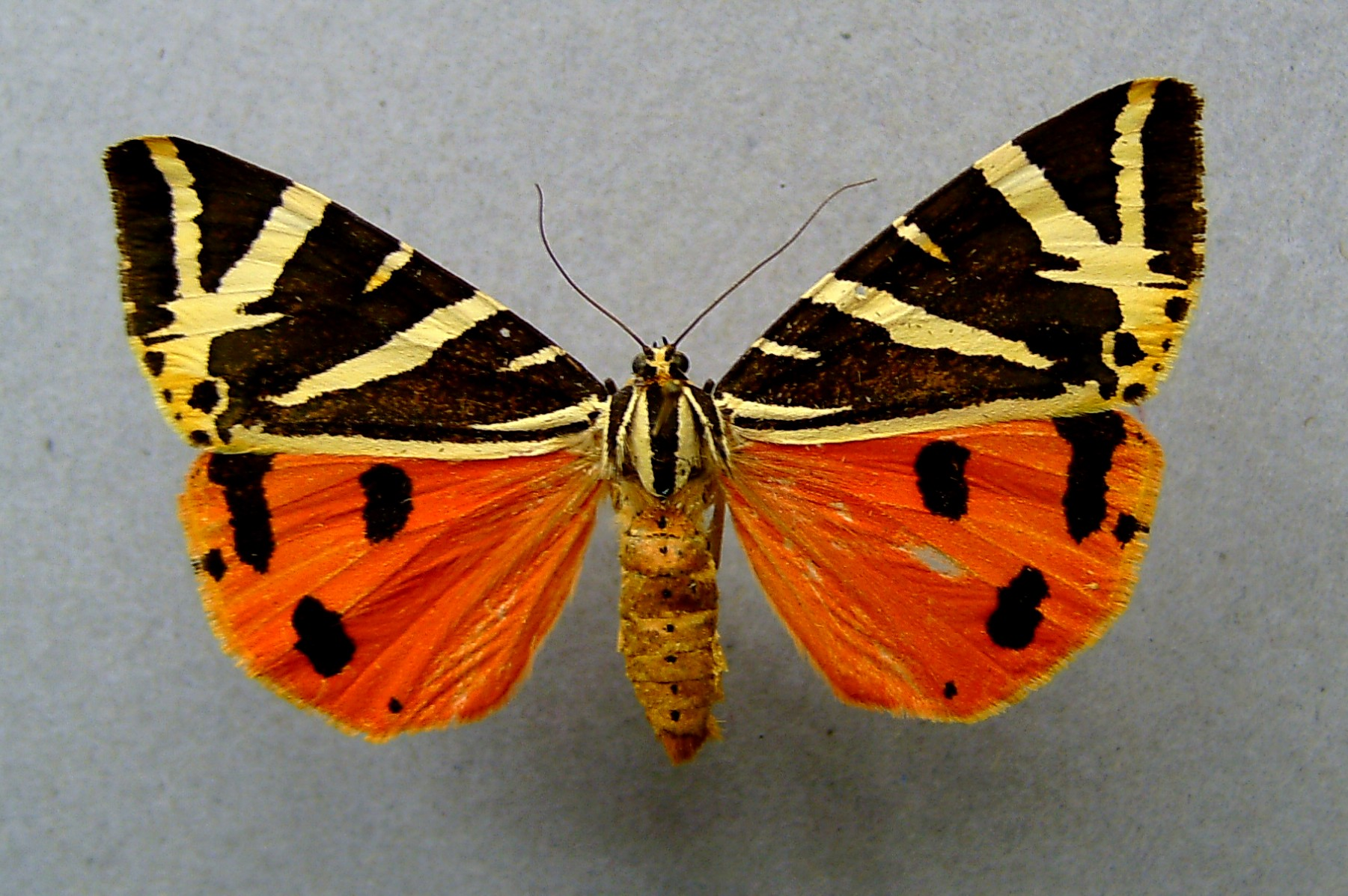
Euplagia quadripunctaria
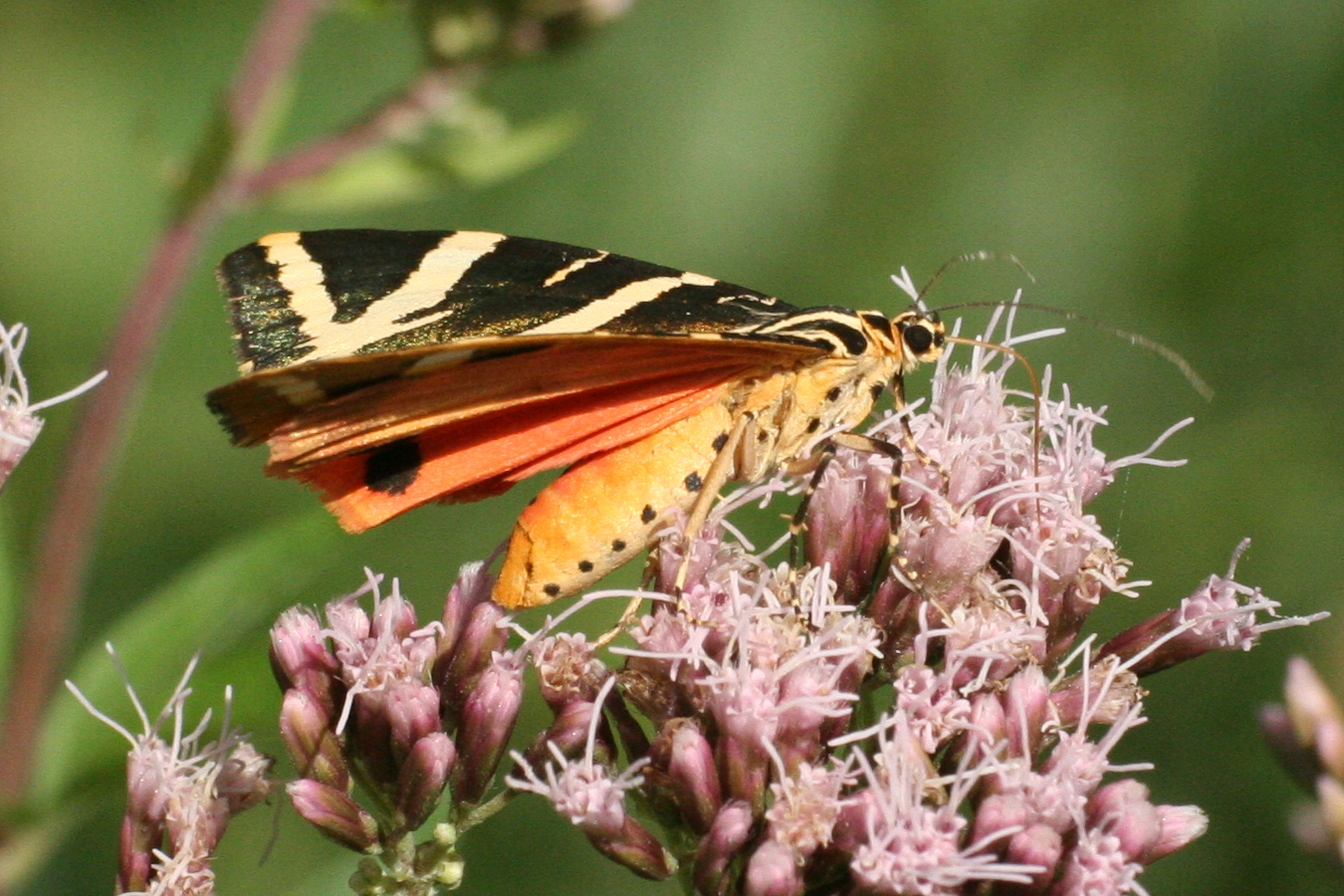
Euplagia quadripunctaria